# Siorac-de-Ribérac
Siorac-de-Ribérac – miejscowość i gmina we Francji, w regionie Nowa Akwitania, w departamencie Dordogne.
Według danych na rok 1990 gminę zamieszkiwało 227 osób, a gęstość zaludnienia wynosiła 11 osób/km² (wśród 2290 gmin Akwitanii Siorac-de-Ribérac plasuje się na 950. miejscu pod względem liczby ludności, natomiast pod względem powierzchni na miejscu 507.).